# 천곡초등학교 (울산)
천곡초등학교는 대한민국 울산광역시 북구에 있는 초등학교다.

## 학교 연혁
- 2005. 03. 01 개교(32학급)
- 2005. 05. 01 교육인적자원부지정 ICT 국제교류협력 연구학교 운영(2년간)
- 2006. 02. 17 제1회 졸업 123명
- 2009. 03. 01 울산광역시교육청지정 교원능력개발평가 시범학교 운영(1년간)
- 2012. 03. 01 울산광역시교육청지정 융합인재교육 시범학교 운영(1년간)
- 2012. 08. 30 제2과학실 구축(과학실현대화 사업)
- 2012. 12. 과학종합평가 우수학교 선정
- 2014. 09. 01 제4대 최재철 교장 부임
- 2015. 02. 13 제10회 졸업 152명(총 1,624명)
- 2015. 03. 01 42학급 편성(특수 3학급 포함)